# François Ducarouge
Pour les articles homonymes, voir Ducarouge.
François Ducarouge est un homme politique français né le 13 octobre 1859 à Molinet (Allier) et décédé le 8 mai 1913 à Digoin (Saône-et-Loire). Il est député socialiste SFIO de Saône-et-Loire de 1908 à 1913.

## Biographie
Fils d'un ouvrier potier, il travaille lui-même comme apprenti puis ouvrier potier en usine, avant de s'installer agriculteur à Digoin. Militant depuis l'âge de 18 ans, il devient un des dirigeants de la Fédération socialiste (alors autonome) de Saône-et-Loire en 1900.
En 1902, il est élu conseiller municipal de Digoin, dont il devient maire en 1904, bien que les socialistes y fussent minoritaires. Il est réélu maire de la commune jusqu'à sa mort. Conseiller d'arrondissement de 1904 à 1910, il est élu député socialiste de Saône-et-Loire, dans la 2e circonscription de Charolles, lors d'une scrutin partiel organisé en décembre 1908, à la suite de l'élection au Sénat du leader radical-socialiste Ferdinand Sarrien. Il est réélu lors des élections générales de 1910. Membre de la Section française de l'Internationale ouvrière, ses positions « républicaines » lui font voter en 1910 la confiance au gouvernement Aristide Briand. Membre de diverses commissions, dont celle de l'Agriculture. Il se prononça en faveur de l'urgence des lois scolaires et de l'assurance mutuelle agricole (qui deviendra la mutuelle Groupama). Il intervient lors de la 1ere séance du jeudi 20 janvier 1910 pour défendre le manuel de morale laïque de Charles-Gaspard Delestre-Poirson intitulé "Manuel élémentaire de morale". Des exemplaires ont été brûlés dans les communes de Chassigny-sous-Dun et Volesvres, après avoir été condamnés par Monseigneur Henri-Raymond Villard, évêque d'Autun, Chalon-sur-Saône et Mâcon, en ces termes « Nous, R.H. Villard, par la grâce de Dieu et du Saint-Siège apostolique, en vertu de notre charge épiscopale, après avoir examiné le livre intitulé "Manuel élémentaire de morale", par Ch. Poirson, librairie Nathan, le condamnons comme contenant de graves erreurs contre la doctrine catholique ». François Ducarouge meurt en fonction le 8 mai 1913 à Digoin. Il n'avait que 53 ans. Son éloge funèbre fut prononcé à la séance du lendemain par le président Paul Deschanel qui déclara notamment : « Lorsqu'il est intervenu dans nos débats, nous avons apprécié la loyauté de sa parole, nous avons été frappés par la sincérité de ses efforts dans l'étude des problèmes qui nous préoccupent tous et dont la solution doit assurer aux travailleurs des villes et des campagnes un sort meilleur ». L'édition no 130 du Journal de Saône-et-Loire du samedi 10 mai 1913 publie « L'état de santé de M. Ducarouge, député de la 2éme circonscription de Charolles, donnait, comme on sait, depuis un mois de très vives inquiétudes à son entourage. Une légère amélioration s'était bien produite il y a quelques jours. Mais elle fut de courte durée. Le mal empira encore et jeudi soir, vers 7 h., M. Ducarouge rendait son dernier soupir dans sa propriété de Neuzy, prés Digoin...
En 1908, quand M. Sarrien père, député de la 2éme circonscription de Charolles, eut été nommé sénateur en remplacement de M. Demôle, décédé, M. Ducarouge se présenta avec l'étiquette de socialiste unifié dans une circonscription depuis longtemps inféodée au radicalisme et que le député sortant, qui la représentait depuis 20 ans, avait peuplée de ses créatures.
Mais la Fortune sourit aux audacieux. Le choix de M. Sarrien fils comme candidat radical - choix trop ouvertement inspiré, voire imposé par son père, qui entendait lui transmettre son siège à l'instar d'un fief féodal - amena de profondes division dans le parti radical-socialiste, où trop d'appétits avides se trouvèrent lésés.
M. Ducarouge bénéficia de ces circonstances et, au second tour de scrutin le 20 décembre 1908, il fut élu par 6 841 voix sur 13 166 votants et 20 673 inscrits, contre 5 359 voix à M. Pierre Sarrien.
Cette élection eut un certain retentissement dans toute la France. Elle fut considérée comme un scrutin "antidynastique" comme une révolte du suffrage universel jaloux de sa liberté et de son indépendance, comme une manifestation de la volonté des électeurs qu'il n'y ait pas dans une démocratie de fiefs électoraux ».
L'Eclaireur de Saône et Loire, no 31, du dimanche 11 mai 1913 publie : « ... M. François Ducarouge est né le 13 octobre 1859, à Molinet. D'abord ouvrier potier, il se fixa plus tard à Digoin, où il avait installé un magasin de vente de poterie, qu'il abandonna pour vivre dans sa propriété de Neuzy.
M. Ducarouge fut élu conseiller municipal de Digoin aux élections complémentaires du 16 mars 1902. Constamment réélu depuis, il avait été nommé maire après les élections municipales de 1904, qui avaient donné la majorité à sa liste; il conserva ses fonctions jusqu'à ce jour.
Elu en 1906 conseiller d'arrondissement pour le canton de Digoin, il fut battu aux élections du Conseil général, le 28 juillet 1907 par M. Poncet, maire de La Motte-Saint-Jean. À la suite de l'élection au Sénat de M. Sarrien, M. Ducarouge fut élu député de la 2e circonscription de Charolles, au scrutin de ballotage, le 20 décembre 1908. Il fut réélu, au 2e tour, le 20 mai 1910, lors du renouvellement de la Chambre.
L'on ne peut que regretter profondément la mort d'un homme en pleine maturité, en pleine force, qui fut un bon citoyen et un brave camarade. Bien que notre conception du cadre politique de la République soit bien différente de celle du parti socialiste unifié, négateur du droit de propriété privée, dans lequel s'était inscrit M. Ducarouge, nous avons trop de respect de toutes les opinions sincères pour ne pas professer ouvertement notre considération pour lui.
Ducarouge était un enfant du peuple, sans fortune, il n'a pas pu s'instruire, car l'ignorance est encore le sort des pauvres, et il était resté, par sa culture intellectuelle modeste, sans grands moyens pour faire prévaloir les aspirations de sa conscience civique. Mais il avait certainement une volonté, une sorte d'optimisme confiant, qui l'ont conduit, sans désillusions, à des situations nominalement enviées par beaucoup de ses concitoyens. C'est un fait, et un fait qui démontre l'existence en lui de ces forces obscures qui déterminent parfois l'histoire...
L'Eclaireur salue Ducarouge dans sa mort prématurée et présente respectueusement à sa famille durement éprouvée, ses plus sincères sentiments de condoléances».
Le journal Le Radical socialiste de Saône-et--Loire, no 212, du dimanche 18 mai 1913, publie « ...Les obsèques purement civiles du citoyen Ducarouge ont eu lieu dimanche au milieu d'une foule énorme. En tête du cortège marchaient les enfants des écoles publiques, filles et garçons; les sociétés de gymnastique, natation, secours mutuels, hommes et femmes; la Libre Pensée de Digoin avec son drapeau, ainsi que celle de Palinges ; puis la municipalité. La dépouille mortelle était recouverte du drap rouge de l'Immortelle Digoinaise.
Au cimetière, plusieurs discours ont été prononcés, retraçant la vie politique de Ducarouge, au nom des divers groupements dont il faisait partie. C'est d'abord M. le Sous-Préfet de Charolles qui prend la parole; puis M. Allard, premier adjoint, au nom de la municipalité ; M. Jean Bouveri, député, au nom du syndicat des mineurs de Montceau-les-Mines et des environs ; M. Forêt, adjoint de Montceau, au nom de la Libre Pensée ; et M. Charles Dumas, député de l'Allier ». 
Le Journal du Charollais et du Brionnais, no 745, du dimanche 18 mai 1913, publie « M. François Ducarouge, député de la 2e circonscription de Charolles, est décédé jeudi 8 mai, à 7 heures du soir, des suites d'une grippe infectieuse.
Le citoyen Ducarouge, comme on se plaisait à l'appeler, a été nommé député de la 2e circonscription de Charolles, au scrutin de ballotage du 10 décembre 1908, par 6841 suffrages contre 5359, à M. Pierre Sarrien.
Il avait été réélu au scrutin de ballotage du 15 mai 1910 par 7652 voix contre 6277 à M. Poncet, radical socialiste ».
Le journal L'Eclaireur de Saône-et-Loire, du dimanche 18 mai 1913, publie : « Les obsèques civiles de M. Ducarouge, maire de Digoin et député de la 2é circonscription de Charolles, ont eu lieu dimanche dernier, à trois heures du soir. Trois mille personnes suivaient le convoi funèbre, en tête duquel marchaient les enfants des écoles publiques de garçons et de filles.
Dans le cortège avaient également pris place les délégations des sociétés locales de secours mutuels... Le cercueil était recouvert du drap de l'Immortelle Digoinaise. Les cordons de poêle étaient tenus par MM. Jean Bouveri et  Charles Dumas, députés socialistes ; Moreau et Veillerot, conseillers municipaux.
M. le sous-préfet de Charolles exprima les condoléances du gouvernement.
M. Allard, adjoint au maire, se fit en particulier l'interprète du conseil municipal de Digoin, en rendant hommage au bon sens et à la droiture de l'ancien maire et député, dont la vie, dit-il, témoigné, "qu'un enfant du peuple animé du désir du bien, peut faire beaucoup pour ses concitoyens"...».
« Par disposition en date du 1er août 1806, M. François Ducarouge, ancien maire et député, a légué aux pauvres de la ville de Digoin, une somme de cent francs qui sera distribuée aux intéressés dimanche prochain 18 mai, à neuf heures du matin, à la mairie ».
Une rue de Digoin maintient la mémoire de son nom.